# La carga más preciada
La carga más preciada (en francés: La Plus Précieuse des marchandises) es una película de dramática animada franco-belga de 2024 dirigida por Michel Hazanavicius. Es una adaptación de la novela de Jean-Claude Grumberg del mismo nombre. 

La película fue seleccionada para competir por el premio Palma de Oro en la 77.ª edición del Festival de Cannes, donde se estrenó el 24 de mayo de 2024.

## Sinopsis
La historia gira en torno a una niña judía quien sobrevive el Holocausto tras que su padre la lanzará fuera del tren en marcha que los dirigía hacia el campo de concentración de Auschwitz.

## Reparto
- Jean-Louis Trintignant como narrador
- Grégory Gadebois como leñador
- Denis Podalydès como hombre de la cara rota
- Dominique Blanc como la esposa